# Aeroportul Internațional Kelowna
Aeroportul Internațional Kelowna (IATA: YLW, ICAO: CYLW) este un aeroport din Columbia Britanică, Canada ce deservește zona Kelowna. Aeroportul a fost tranzitat în 2023 de 2.032.624 de pasageri. A fost deschis în 1946 și numit după zona deservită.
Situat la o altitudine de 429 m, aeroportul dispune de 1 pistă. Este operat de Transport Canada⁠(d).

## Infrastructură

### Piste
Aeroportul dispune de o singură pistă. Pista 16/34 are suprafața de asfalt și dimensiunile 2.713 m × 60 m. 